# Caribbean Premier League
Die Caribbean Premier League (CPL) (Motto: "Biggest Party in Sport") ist der nationale Twenty20-Cricketwettbewerb in den British West Indies. Er wurde 2013 als Nachfolger des Caribbean Twenty20 eingeführt und wird nach Vorbild der Indian Premier League mit einem Franchise-System betrieben. Bis 2014 konnten sich die Finalteilnehmer für das jährlich stattfindende Champions League Twenty20 qualifizieren. Die Liga trägt zurzeit aus Sponsoringgründen den Namen Hero CPL. Der aktuelle Titelverteidiger ist St Kitts and Nevis Patriots.

## Franchises
Zurzeit nehmen sechs Franchises an der CPL teil. Jedes Franchise hat 15 Spieler unter Vertrag, davon dürfen maximal vier aus dem Ausland sein und mindestens vier von ihnen müssen jünger als 23 Jahre sein.
| Franchise                   | Heimstadion          |
| --------------------------- | -------------------- |
| Barbados Royals             | Kensington Oval      |
| Guyana Amazon Warriors      | Providence Stadium   |
| Jamaica Tallawahs           | Sabina Park          |
| St Kitts and Nevis Patriots | Warner Park          |
| St Lucia Kings              | Darren Sammy Stadium |
| Trinbago Knight Riders      | Queen’s Park Oval    |

### Inaktive Franchises
| Franchise          | Heimstadion                 |
| ------------------ | --------------------------- |
| Antigua Hawksbills | Sir Vivian Richards Stadium |

## Sieger
| Saison | Finalort                     | Sieger                        | Finalgegner                 | Ergebnis                                          |
| ------ | ---------------------------- | ----------------------------- | --------------------------- | ------------------------------------------------- |
| 2013   | Queen’s Park Oval            | Jamaica Tallawahs             | Guyana Amazon Warriors      | Jamaica gewinnt mit 7 Wickets                     |
| 2014   | Warner Park                  | Barbados Tridents             | Guyana Amazon Warriors      | Barbados gewinnt mit 8 Runs (D/L)                 |
| 2015   | Queen’s Park Oval            | Trinidad and Tobago Red Steel | Barbados Tridents           | Trinidad and Tobago gewinnt mit 20 Runs           |
| 2016   | Warner Park                  | Jamaica Tallawahs             | Guyana Amazon Warriors      | Jamaica gewinnt mit 9 Wickets                     |
| 2017   | Brian Lara Stadium           | Trinbago Knight Riders        | St Kitts and Nevis Patriots | Trinbago Knight Riders gewinnt mit 3 Wickets      |
| 2018   | Brian Lara Stadium           | Trinbago Knight Riders        | Guyana Amazon Warriors      | Trinbago Knight Riders gewinnt mit 8 wickets      |
| 2019   | Brian Lara Stadium           | Barbados Tridents             | Guyana Amazon Warriors      | Barbados Tridents gewinnt mit 27 Runs             |
| 2020   | Brian Lara Stadium           | Trinbago Knight Riders        | St Lucia Zouks              | Trinbago Knight Riders gewinnt mit 8 Wickets      |
| 2021   | Warner Park Sporting Complex | St Kitts and Nevis Patriots   | St Lucia Kings              | St Kitts and Nevis Patriots gewinnt mit 3 Wickets |
| 2022   | Providence Stadium           | Jamaica Tallawahs             | Barbados Royals             | Jamaica Tallawahs gewinnt mit 8 Wickets           |
| 2023   | Providence Stadium           | Guyana Amazon Warriors        | Trinbago Knight Riders      | Guyana Amazon Warriors gewinnt mit 9 Wickets      |

## Abschneiden der Mannschaften
Die Mannschaften erzielten die folgenden Ergebnisse.
| Vorrunde (VR)      |
| Viertelfinale (VF) |
| Halbfinale (HF)    |
| Zweiter Platz (2)  |
| Turniersieger (1)  |
| Nicht teilgenommen |

| Team                        | 2013 | 2014 | 2015 | 2016 | 2017 | 2018 | 2019 | 2020 | 2021 | 2022 | 2023 |
| --------------------------- | ---- | ---- | ---- | ---- | ---- | ---- | ---- | ---- | ---- | ---- | ---- |
| Antigua Hawksbills          | 5    | 6    |      |      |      |      |      |      |      |      |      |
| Barbados Royals             | HF   | 1    | 2    | 5    | 5    | 6    | 1    | 5    | 6    | 2    | 5    |
| Guyana Amazon Warriors      | 2    | 2    | 3    | 2    | 3    | 2    | 2    | 3    | 4    | 3    | 1    |
| Jamaica Tallawahs           | 1    | 3    | 4    | 1    | 4    | 4    | 6    | 4    | 5    | 1    | 3    |
| St Kitts and Nevis Patriots |      |      | 6    | 6    | 2    | 3    | 4    | 6    | 1    | 5    | 6    |
| St Lucia Kings              | 6    | 5    | 5    | 4    | 6    | 5    | 5    | 2    | 2    | 4    | 4    |
| Trinbago Knight Riders      | HF   | 4    | 1    | 3    | 1    | 1    | 3    | 1    | 3    | 6    | 2    |